# Marika Sherwood
Marika Sherwood (8 novembre 1937 - 16 février 2025) est une historienne, chercheuse, éducatrice, autrice et militante anti-raciste d'origine hongroise basée en Angleterre. Cofondatrice de la Black and Asian Studies Association, elle fait figure de pionnière dans le domaine de la recherche sur l'histoire de la population noire britannique.

## Vie et carrière
Marika Sherwood est née le 8 novembre 1937 à Budapest, en Hongrie, au sein d'une famille juive-hongroise. Enfant, elle y expérimente les discriminations et la haine racistes. En 1948, ses parents et elle, ayant survécu à la Shoah, émigrent à Sydney, en Australie.
En 1955, à l'âge de 18 ans, elle épouse Ronald Troy, avec qui elle a un fils, Craig. Ils divorcent en 1962.
En 1965, tout en travaillant et en élevant seule son fils, Marika Sherwookd obtient une licence en anthropologie à l'Université de Sydney. La même année, après une brève union avec Peter Sherwood, professeur de français dont elle gardera le nom de famille, elle émigre en Angleterre où elle décroche un emploi comme enseignante à Londres. C'est là qu'elle prend conscience en situation des discriminations et du racisme dont sont victimes les étudiantes noirs dans le système éducatif britannique, notamment ses élèves d'origine caribéenne. Cette découverte l'incite à s'intéresser à l'histoire de la diaspora africaine et a s'engager dans ce domaine de recherche.
Marika Sherwood devient ensuite chercheuse principale à l'Institut d'études du Commonwealth de l'Université de Londres. En 1991, avec différentes personnalités dont l'historien afro-britannique Hakim Adi, elle fonde la Study of African, Caribbean and Asian Culture and History in Britain, renommée plus tard Black and Asian Studies Association (BASA).
Au cours de sa vie, elle publie plus de 20 livres et près de 100 articles sur les thèmes du racisme, de l'esclavage, de l'histoire de la communauté noire britannique, du panafricanisme, ... et prend part à de nombreuses émissions de radio, conférences et films. Elle milite en outre en faveur d'un programme d'histoire national plus inclusif.
En 2017, Marika Sherwood, militante en faveur de la cause palestinienne, est invitée à s'exprimer lors de la Semaine de l'apartheid israélien de l'Université de Manchester. Le discours qu'elle prévoit de prononcer s'intitule : « Vous faites aux Palestiniens ce que les nazis m'ont fait ». À la suite de l'intervention de l'ambassade israélienne, l'Université de Manchester décide de censurer le titre de son intervention,.
En octobre 2022, Marika Sherwood reçoit un doctorat honorifique en Histoire à l'Université de Chichester,.
Souffrant de la maladie d'Alzheimer depuis plusieurs années, Marika Sherwood décède à son domicile le 16 février 2025, à l'âge de 87 ans,.

## Publications sélectionnées

### Livres
- An African Family in Kent: The African Makaula-White Family in East Kent, RTP, 2025, (ASIN B0DSCGRMK3)
- Kwame Nkrumah and the Dawn of the Cold War: The West African National Secretariat, 1945-48 (Pluto, 2019).
- World War II: Colonies and Colonials, Savannah Press], 2013.  (ISBN 978-0951972076)
- The Life and Times of Albert Makaula-White, an African Farmer in Kent 1904–1937, Savannah Press, 2012[8]
- Malcolm X: Visits abroad April 1964 – February 1965, UK: Savannah Press, 2010,  (ISBN 978-0951972069); USA: Tsehai Publishers, 2011.  (ISBN 978-1599070506)ISBN 978-1599070506
- The Origins of Pan-Africanism: Henry Sylvester Williams and the African Diaspora, Routledge, 2010.  (ISBN 978-0415633239)ISBN 978-0415633239[9]
- (with Kim Sherwood) Britain, the slave trade and slavery, from 1562 to the 1880s, Savannah Press, 2007.  (ISBN 978-0951972052)ISBN 978-0951972052
- After Abolition: Britain and the Slave Trade Since 1807, I.B. Tauris[10], 2007.  (ISBN 978-1845113650)ISBN 978-1845113650
- (with Hakim Adi) Pan-African History: political figures from Africa and the diaspora since 1787, Routledge, 2003.  (ISBN 978-0946918003)ISBN 978-0946918003
- Claudia Jones: a life in exile, Lawrence & Wishart, 2000.  (ISBN 978-0853158820)ISBN 978-0853158820
- Ernest Bowen and Printers' Trade Unions in British Guiana and Trinidad, 1927–1941,:Savannah Press, 1999.  (ISBN 978-0951972038)ISBN 978-0951972038
- (with Martin Spafford) Whose Freedom were Africans, Caribbeans and Indians fighting for in World War II?, Savannah Press/BASA, 1999.  (ISBN 978-0951972045)ISBN 978-0951972045
- Kwame Nkrumah: the Years Abroad 1935–1947, Freedom Publications (Ghana), 1996.  (ISBN 978-9988771607)ISBN 978-9988771607
- (with Hakim Adi) The 1945 Pan-African Congress Revisited, New Beacon Books, 1995.  (ISBN 978-1873201121)ISBN 978-1873201121
- Manchester and the 1945 Pan-African Congress, Savannah Press, 1995.  (ISBN 978-0951972021)ISBN 978-0951972021
- Pastor Daniels Ekarté and the African Churches Mission, Savannah Press, 1994.  (ISBN 978-0951972014)ISBN 978-0951972014
- (with Bob Rees) Black Peoples of the Americas, Heinemann, 1992.  (ISBN 978-0435314255)ISBN 978-0435314255
- Black Peoples in the Americas — a handbook for teachers, Savannah Press, 1992.  (ISBN 978-0951972007)ISBN 978-0951972007
- Women Under the Sun (African Women in Politics and Production — a bibliography), IFAA, London, 1988.  (ISBN 978-1870425056)ISBN 978-1870425056
- Many Struggles (West Indian Workers and Service Personnel in Britain 1939–1945), Karia Press, 1985.  (ISBN 978-0946918003)ISBN 978-0946918003
- The British Honduran Forestry Unit in Scotland, OC Publishers, 1982.  (ISBN 978-0907611028)ISBN 978-0907611028

### Articles

#### Sur les peuples d'origine/descendance africaine et asiatique au Royaume-Uni
- « La Royal Navy et la marine marchande multiethniques, à partir du XVIIe siècle », Topmasts, no 2, août 2018.
- « Deux activistes politiques panafricains issus de l'Université d'Édimbourg : les Drs John Randle et Richard Akinwande Savage », dans Afe Adogame et Andrew Lawrence (éd.), Africa in Scotland, Scotland in Africa (Leiden : Brill, 2014). (ISBN 978-9004276208)
- « Gordon Riots », Total Politics, juin 2011.
- « Les Africains en Grande-Bretagne il y a 2000 ans », New African, octobre 2010.
- « Connaîtrons-nous un jour l'histoire complète des Noirs dans la Royal Navy ? » Bulletin BASA, no 57, 2010.
- « Krishna Menon, candidat parlementaire du Parti travailliste pour Dundee 1939-1940 », Scottish Labour History Journal, vol. 42, 2007.
- « Les luttes de Lascar contre la discrimination en Grande-Bretagne 1923-1945 : le travail de NJ Upadhyaya et Surat Alley », The Mariner's Mirror, 90/4, 2004.
- « Émeutes, lynchages, fascistes et immigrés : qu'est-ce qui a changé ? » Searchlight, octobre 2003.
- « Les Lascars à Glasgow et dans l'ouest de l'Écosse pendant la Seconde Guerre mondiale », Scottish Labour History Journal, vol. 38, 2003.
- « Les Noirs dans l'Angleterre des Tudor », History Today, Volume 53, Numéro 10, octobre 2003.
- « Le lynchage en Grande-Bretagne », History Today, 49/3 mars 1999.
- « Les Noirs dans les émeutes de Gordon », History Today, décembre 1997.
- « Le Komintern, le CPGB, les colonies et les Britanniques noirs 1920-1938 », Science & Society, printemps 1996.
- « Quakers et coloniaux 1930–1950 », Immigrants & Minorities, juillet 1991.
- « Racisme et résistance : Cardiff dans les années 1930 et 1940 », Llafur (Welsh Labour History Journal), septembre 1991.
- « Race, nationalité et emploi parmi les marins Lascar de 1660 à 1945 », New Community, janvier 1991.
- « Ticket de permission », History Today, août 1990.
- « La guerre contre les Noirs en Grande-Bretagne », Freedomways, 4e trimestre 1982.

#### Sur la traite des esclaves africains et l'esclavage
- Legitimate' traders, the building of empires and the long-term after-effects in Africa", in T. Green (ed.), Brokers of Change: Atlantic Commerce and Cultures in Pre-Colonial Western Africa, British Academy/OUP, 2012.
- "Slavery: the Atlantic trade and Arab slavery", New African, October 2012.
- "The trade in enslaved Africans", in F. Brennan & John Parker, Colonialism, Slavery, Reparations and Trade: Remedying the ‘Past’, Taylor & Francis/Routledge, 2011.
- "The British illegal slave trade 1808 – 1830", British Journal for Eighteenth-Century Studies, 31/2, 2008.
- "Manchester, Liverpool and Slavery", North West Labour History Journal, #32, September 2007.
- "Slaves and slavery, 1807–2007: the past in the present", openDemocracy, 23 March 2007.
- "The Nefarious Trade", History Today, March 2007.
- "British companies continued to profit after abolition of slave trade", Socialist Worker, 24 March 2007.
- "Britain, the slave trade and slavery, 1808 – 1843", Race & Class 46/2, October–December 2004.
- "Perfidious Albion: Britain, the USA and slavery in the 1840s and 1860s", Contributions to Black Studies, 13/14 1995/6 (published 1999).

#### Sur le panafricanisme / Kwame Nkrumah
- « Le début de la guerre froide sur la Gold Coast ? » dans David Featherstone et Christian Hogsbjerg (dir.), The Red and the Black: The Russian Revolution and the Black Atlantic (Manchester : Manchester University Press, 2021)
- « Les conférences de tous les peuples coloniaux en Grande-Bretagne, 1945 », Leeds African Studies Bulletin, 79 (2018).
- « La quête de l'unité africaine au Royaume-Uni, 1945-1948 », Revue contemporaine d'études africaines , 5/1, 2017
- « Nkrumah et le panafricanisme 1942 – 1958 », dans Lazare Ki-Zerbo (éd.), Hands Off Africa (2013).
- « La Conférence panafricaine, Kumasi, 1953 », dans T. Manuh et A. Sawyerr (éd.), The Kwame Nkrumah Centenary Colloquium Proceedings, Accra : Kwame Nkrumah Centenary Committee, 2013.
- « George Padmore et Kwame Nkrumah : un aperçu provisoire de leur relation » dans Fitzroy Baptiste et Rupert Lewis (éd.), George Padmore : Pan-African Revolutionary, Ian Randle Publications, 2009.
- « Conférences panafricaines, 1900-1953 : que signifiait le panafricanisme ? » Dans Charles Quist-Adade et Frances Chiang (dir.), De la colonisation à la mondialisation, Dayspring Publishing, 2011 / Journal of Pan-African Studies, 4/10, 2012.
- « Nkrumah : l'étudiant : années à Londres 1945-1947 », Immigrants & Minorities, septembre 1993.

#### Sur l'Afrique / Les Africains
- « Association des étudiants africains d'Amérique et du Canada, 1941-1945 » , The Lagos Historical Review, numéro 14, 2015
- « La diaspora africaine en Europe », dans Encyclopédie des minorités du monde, Routledge, 2006.
- « Jamaïcains et Barbadiens dans la province de la Liberté : Sierra Leone 1802–1841 », Caribbean Studies, 13/2–3, 1998.
- « Elder Dempster et l’Afrique de l’Ouest 1891 – 1940 : la genèse du sous-développement », Revue internationale d’études historiques africaines, 30/3, 1997.
- « Il n'y a pas de nouvel accord pour l'homme noir à San Francisco » : tentatives africaines d'influencer la conférence fondatrice des Nations Unies d'avril à juillet 1945 », International Journal of African Historical Studies, 29/1, 1996.
- « Grèves ! Les marins africains, Elder Dempster et le gouvernement, 1940-1942 », Immigrants & Minorities, juillet 1994.

#### Sur l'éducation
- « Racisme par omission », History Extra, BBC History, 29 décembre 2009.
- « Avons-nous progressé depuis l’enquête Lawrence ? », numéro d’été, Race Equality Teaching, 27/3, 2009.
- « Mauvaise éducation et racisme », Ethnicité et race dans un monde en mutation : une revue de synthèse, février 2009.
- « Les enseignants noirs en Grande-Bretagne aux XVIIIe et XIXe siècles », History of Education Researcher, no 81, mai 2008.
- « Enseigner l’histoire des Noirs : la lutte continue », Institute of Race Relations (novembre 2007).
- « L'histoire des peuples noirs est bien plus riche que l’esclavage…», Race Equality Teaching, , 2007.
- « Le racisme dans l’éducation ? », Race Equality Teaching, 22/3, été 2004.
- « Race, Empire et éducation : enseigner le racisme », Race & Class 42/3, 2001.
- « L’éducation et l’enquête Lawrence », Enseignement multiculturel, 18/2, 2000.
- « Engendrer le racisme : l'histoire et les professeurs d'histoire dans les écoles anglaises », Research in African Literatures, 30/1, février 1999.
- « Péchés d'omission et de commission : histoire dans les écoles anglaises et luttes pour le changement », Enseignement multiculturel, printemps 1998,
- « Les dangers de l'ethnocentrisme », Teaching History, janvier 1996,
- « SOS : Quelqu'un écoute-t-il ? », Teaching History, juin 1994.

#### Sur le racisme
- « Mythes blancs, omissions noires : les origines historiques du racisme en Grande-Bretagne », Revue internationale d'enseignement, d'apprentissage et de recherche historiques, 3/1, janvier 2003.
- « Ce n’est pas une question de racisme ; une étude de cas du racisme institutionnel 1941-1943 », Immigrants & Minorities, juillet 1985.

#### Autres
- « William G. Allen en Grande-Bretagne », Ethnicité et race dans un monde en mutation, vol. 2, numéro 2, hiver/printemps 2011. https://ercw.openlibrary.manchester.ac.uk/index.php/ercw/article/download/57/53
- (avec Kathy Chater), « La famille Pigou à travers trois continents », Actes de la Huguenot Society, 28/3, 2005.
- « Malcolm X à Manchester, 1964 », North West History Journal, no 27, 2002.
- « L'Inde à la fondation des Nations Unies », Études internationales (Inde), 33/4, 1996.
- « L'ONU : les tentatives des Caraïbes et des Afro-Américains d'influencer la conférence fondatrice de San Francisco, 1945 », Journal of Caribbean History, 29/1, 1996.
- « Platitudes diplomatiques' : la Charte de l'Atlantique, les Nations Unies et l'indépendance coloniale », Immigrants et Minorités, septembre 1996.
- « Walter White et les Britanniques : une occasion perdue », Contributions to Black Studies, no 9/10, 1990–1992.